# Anni Kronbichler
Anni Kronbichler (* 22. März 1963 in Kufstein) ist eine ehemalige österreichische Skirennläuferin. Sie war in den 1980er-Jahren eine erfolgreiche Slalomläuferin und gewann drei Rennen im Weltcup. Bei Weltmeisterschaften war ihr bestes Ergebnis ein vierter und bei Olympischen Winterspielen ein achter Platz. Im Jahr 1982 wurde sie österreichische Meisterin im Riesenslalom.

## Karriere
Erste internationale Erfolge verzeichnete Kronbichler bereits als 16-Jährige im Winter 1979/1980. Sie gewann in Liberec einen Slalom im Europacup und erreichte in der Slalomwertung den dritten Platz. Bei den Junioreneuropameisterschaften 1980 in Madonna di Campiglio verfehlte sie als Vierte im Riesenslalom nur knapp eine Medaille. Im selben Winter kam sie auch schon zu ihren ersten Einsätzen im Weltcup und gewann mit Platz zwölf im Slalom von Vysoké Tatry am 8. März 1980 erstmals Weltcuppunkte. Glück im Unglück hatte sie am 13. Dezember 1980 nach dem Einfahren für den Weltcupslalom in Piancavallo: Sie wurde im Zielbereich von einem Drahtseil eines gerade aufgezogenen Transparents abgefangen, wodurch die Oberlippe zweimal gespalten wurde; ein deutscher Arzt brachte sie in die Klinik. Wie der Arzt berichtete, wäre es zu einer Katastrophe gekommen, wenn das Drahtseil zu dem Zeitpunkt, als sie herunterkam, um 10 cm tiefer gewesen wäre. In besagter nächsten Weltcupsaison fuhr sie am 22. Januar 1981 als Neunte des Riesenslaloms in Haute-Nendaz erstmals unter die besten zehn. Daneben startete sie aber auch noch im Europacup und gewann in der Saison 1980/81 zwei Slaloms in Ramsau und Bled.
In der Weltcupsaison 1981/82 fand Kronbichler in ihrer stärksten Disziplin, dem Slalom, endgültig den Anschluss an die Weltspitze, was sie mit zwei zweiten Plätzen in Saint-Gervais-les-Bains und Lenggries sowie dem siebten Platz im Slalomweltcup bewies. Zudem wurde sie Österreichische Staatsmeisterin im Riesenslalom, nachdem sie im Vorjahr bereits Juniorenmeisterin im Slalom war. Bei den Weltmeisterschaften 1982 in Schladming kam sie im Slalom allerdings nur auf den 18. Platz und schied im Riesenslalom aus. In der Kombination erzielte sie mit der fünftbesten Slalomzeit den sechsten Rang. In der Saison 1982/83 ging es für die Tirolerin weiter bergauf und sie feierte am 16. Jänner im Slalom des Goldschlüsselrennens in Schruns ihren ersten Weltcupsieg. Dank ihrer konstant guten Ergebnisse (in sieben der neun Slaloms fuhr sie unter die besten zehn) erreichte sie im Slalomweltcup den sechsten Platz. Mit weiteren guten Resultaten in den anderen Disziplinen, darunter zwei vierte Plätze im Riesenslalom von Mont-Tremblant und in der Kombination von San Sicario/Piancavallo sowie ein neunter Platz im ersten Damen-Super-G der Weltcupgeschichte in Verbier, erreichte sie im Gesamtweltcup den elften Platz. Kronbichler hatte zwar am 28. November 1985 den Slalom in Sestriere bei den World Series of Skiing gewonnen, doch zählten diese Rennen nur für den Nationencup.
Der zweite Weltcupsieg gelang Anni Kronbichler am 22. Jänner 1984 im Slalom von Verbier, im Slalomweltcup fiel sie in der Saison 1983/84 jedoch auf Platz zehn zurück. Noch deutlicher war ihr Rückfall im Gesamtweltcup, da sie sich immer mehr auf den Slalom konzentrierte und nur noch wenige andere Rennen bestritt. Ab der Saison 1984/85 startete sie nur noch im Slalom, allerdings waren ihre Leistungen in diesem Winter nicht mehr so konstant wie früher und sie kam nur in drei Rennen unter die schnellsten zehn. Ihr bestes Saisonergebnis war der dritte Platz in Waterville Valley, im Slalomweltcup belegte sie Platz 15. Bei den Olympischen Winterspielen 1984 in Sarajevo blieb sie wie schon bei der WM 1982 etwas hinter den Erwartungen zurück. Im Slalom erreichte sie nur den achten Platz, nachdem sie im ersten Durchgang noch an dritter Stelle gelegen war, und im Riesenslalom belegte sie Platz 14. Besser lief es bei den Weltmeisterschaften 1985 in Bormio, wo sie als Vierte im Slalom jedoch eine Medaille um zwei Zehntelsekunden verfehlte. Nachdem Kronbichler zu Beginn der Saison 1985/86 ohne Punkte geblieben war, gewann sie am 12. Jänner 1986 bei den Silberkrugrennen in Bad Gastein zum dritten und letzten Mal einen Weltcupslalom. Im Februar fuhr sie noch zweimal unter die besten zehn und dank ihres Sieges konnte sie sich im Slalomweltcup nochmals auf Rang elf verbessern.
Nach der Geburt ihres Sohnes legte Kronbichler eine Pause ein und nahm im gesamten Winter 1986/87 an keinen Wettkämpfen teil. Im nächsten Winter gab sie ihr Comeback im Weltcup, das zunächst mit einem vierten Platz in Leukerbad vielversprechend aussah, doch anschließend fuhr sie in keinem Rennen mehr unter die besten 15 bzw. vergab ihre letzte Chance durch einen Ausfall im ersten Durchgang des Slaloms in Kranjska Gora (30. Januar), weshalb ihr auch die mannschaftsinterne Qualifikation für die Olympischen Winterspiele 1988 nicht gelang. Im Winter 1988/89 blieb sie gänzlich ohne Weltcuppunkte, worauf sie im Frühjahr 1989 ihren Rücktritt bekanntgab. Nach ihrer aktiven Karriere absolvierte sie die Ausbildung zur Skilehrerin und Skiführerin sowie zur Gesundheits- und Krankenpflegerin. Einige Jahre leitete sie die Skischule in Walchsee.

## Erfolge

### Olympische Winterspiele
- Sarajevo 1984: 8. Slalom, 14. Riesenslalom

### Weltmeisterschaften
- Schladming 1982: 6. Kombination, 18. Slalom
- Bormio 1985: 4. Slalom

### Weltcup
- Saison 1981/1982: 7. Slalomweltcup
- Saison 1982/1983: 6. Slalomweltcup
- Saison 1983/1984: 10. Slalomweltcup
- 7 Podestplätze, davon 3 Siege:

| Datum           | Ort         | Land       | Disziplin |
| --------------- | ----------- | ---------- | --------- |
| 16. Jänner 1983 | Schruns     | Österreich | Slalom    |
| 22. Jänner 1984 | Verbier     | Schweiz    | Slalom    |
| 12. Jänner 1986 | Bad Gastein | Österreich | Slalom    |

### Europacup
- Saison 1979/1980: 3. Slalomwertung
- 5 Podestplätze, davon 3 Siege:

| Saison    | Ort     | Land             | Disziplin |
| --------- | ------- | ---------------- | --------- |
| 1979/1980 | Liberec | Tschechoslowakei | Slalom    |
| 1980/1981 | Ramsau  | Österreich       | Slalom    |
| 1980/1981 | Bled    | Jugoslawien      | Slalom    |

### Sonstige Erfolge
- Junioreneuropameisterschaften 1980 in Madonna di Campiglio: 4. Riesenslalom
- Österreichische Meisterin im Riesenslalom 1982